# Lepidosaphes smilacis
Lepidosaphes smilacis är en insektsart som beskrevs av Sadao Takagi 1960. Lepidosaphes smilacis ingår i släktet Lepidosaphes och familjen pansarsköldlöss. Inga underarter finns listade i Catalogue of Life.